# کوت‌لو (بولوادین)
کوت‌لو (به ترکی استانبولی: Kutlu) یک منطقهٔ مسکونی در ترکیه است که در بولوادین واقع شده‌است.